# Eutropis bontocensis
Eutropis bontocensis (лусонська гірська мабуя) — вид сцинкоподібних ящірок родини сцинкових (Scincidae). Ендемік Філіппін.

## Поширення і екологія
Лусонські гірські мабуї мешкають в горах на півночі острова Лусон, а також на островах Батанес і Бабуян в Лусонській протоці. Вони живуть на узліссях вологих тропічних лісах та в бамбукових заростях, на висоті до 900 м над рівнем моря.